# Vojenský převrat v Nigeru (1999)
Vojenský převrat v Nigeru se uskutečnil 9. dubna 1999. Během převratu byl zabit prezident země Ibrahim Baré Maïnassara, který byl ve funkci nahrazen Daoudou Malamem Wankém 11. dubna 1999. Maïnassara byl zabit na vojenské základně v nigerské metropoli Niamey, pravděpodobně vojáky prezidentské stráže.

## Předchozí vývoj
Maïnassara se chopil moci státním převratem v lednu 1996, kdy svrhl demokraticky zvoleného prezidenta Mahamane Ousmaneho.

## Důsledky
Wanké stál v čele Rady národního usmíření, která se stala nejvyšším orgánem v zemi. 17. října a 24. listopadu 1999 se konaly demokratické prezidentské volby, které vyhrál generálporučík Tandja Mamadou, který složil prezidentskou přísahu 22. prosince 1999.